# 喜鬥腔吻鱈
喜鬥腔吻鱈，為輻鰭魚綱鱈形目鼠尾鱈科的其中一種，分布於澳洲西北部至阿拉弗拉海海域，屬深海底棲性魚類，深度179-320公尺，體長可達21公分，棲息在底層水域，生活習性不明。